# Реденсан (микрорегион)

Реденсан на карте.

Реденсан (порт. Microrregião de Redenção) — микрорегион в Бразилии, входит в штат Пара. Составная часть мезорегиона Юго-восток штата Пара. Население составляет 183 190 человек на 2010 год. Площадь — 21 168,479 км². Плотность населения — 8,65 чел./км².

## Демография
Согласно сведениям, собранным в ходе переписи 2010 г. Национальным институтом географии и статистики (IBGE), население микрорегиона составляет:
| Полное население                             | Полное население                             | Полное население                             | Полное население                             | 183 190 |
| -------------------------------------------- | -------------------------------------------- | -------------------------------------------- | -------------------------------------------- | ------- |
| в том числе:                                 | Городское население                          | 139 206                                      | Процент городского населения, %              | 75,99   |
|                                              | Сельское население                           | 43 984                                       | Процент сельского населения, %               | 24,01   |
|                                              | Мужское население                            | 93 506                                       | Процент мужского населения, %                | 51,04   |
|                                              | Женское население                            | 89 684                                       | Процент женского населения, %                | 48,96   |
| Плотность населения, чел/км²                 | Плотность населения, чел/км²                 | Плотность населения, чел/км²                 | Плотность населения, чел/км²                 | 8,65    |
| Население микрорегиона в % к населению штата | Население микрорегиона в % к населению штата | Население микрорегиона в % к населению штата | Население микрорегиона в % к населению штата | 2,42    |

## Статистика
- Валовой внутренний продукт на 2003 год составляет 1 055 313 670,00 реалов (данные: Бразильский институт географии и статистики).
- Валовой внутренний продукт на душу населения на 2003 год составляет 6253,12 реалов (данные: Бразильский институт географии и статистики).
- Индекс развития человеческого потенциала на 2000 год составляет 0,721 (данные: Программа развития ООН).

## Состав микрорегиона
В составе микрорегиона включены следующие муниципалитеты:
1. Пау-д’Арку
2. Писарра
3. Реденсан
4. Риу-Мария
5. Сапукая
6. Сан-Жералду-ду-Арагуая
7. Шингуара